# 피트 닥터
피터 한스 "피트" 닥터(Peter Hans "Pete" Docter, 1968년 10월 9일 ~ )는 미국 미네소타주 블루밍턴 시에서 태어난 미국의 영화 감독, 애니메이터, 그리고 시나리오 작가이다. 그의 대표작으로는 몬스터 주식회사 (Monsters, Inc.)와 업(Up)과 인사이드 아웃(Inside Out)과 소울(Soul)이 있다. 그는 현재 픽사 애니메이션 스튜디오에 CCO로 소속되어 있다.

## 대표작 및 참여작
- 《토이 스토리 (Toy Story)》 (1995년) - 스토리/헤드 애니메이터
- 《게리의 게임 (Geri's Game)》 (1997년) - 애니메이터
- 《벅스 라이프 (Bug's Life)》 (1998년) - 추가 스토리보드 아티스트
- 《토이 스토리 2 (Toy Story 2)》 (1999년) - 스토리
- 《몬스터 주식회사 (Monsters, Inc.)》 (2001년) - 감독/스토리
- 《마이크의 새차 (Mike's New Car)》 (2002년) - 감독/스토리
- 《Boundin'》 (2003년) - 특별 감사
- 《하울의 움직이는 성 (Howl's Moving Castle)》 (2004년) - 영어 감독
- 《월-E (Wall-E)》 (2008년) - 스토리
- 《Partly Cloudy》 (2009년) - 특별 감사
- 《업 (Up)》 (2009년) - 감독/스토리/작가/케빈과 캠프 마스터 스트라우치 성우
- 《더그의 특별임무 (Dug's Special Mission)》 (2009년) - 존 라세터와 공동제작자
- 《인사이드 아웃 (Inside Out)》 (2015년) - 감독/각본
- 《소울 (Soul)》 (2020년) - 감독/각본
- 《인사이드 아웃 2 (Inside Out 2)》 (2024년) - 아빠의 버럭 (더빙)

## 같이 보기
- 픽사의 영화 목록